# Ibogaïne
L'ibogaïne ou 12-méthoxyibogamine est une molécule psychoactive principale extraite de l'iboga (nom scientifique : Tabernanthe iboga), dont elle tire son nom.

## Historique
Elle a été isolée de l'iboga en 1901 par deux équipes (J. Dybovsky et E. Landrin/A. Haller et E. Heckel) mais c'est W.I. Taylor qui en donne la formule chimique en 1957. L'Iboga est un arbuste des forêts équatoriales africaines plus précisément au Gabon dont la racine contient une douzaine d'alcaloïdes.
L'ibogaïne a été utilisée en thérapeutique jusque dans les années 1960 sous forme d'un remède contre les faiblesses musculaires ou la dépression notamment aux États-Unis puis elle fut détournée de son usage, utilisée comme agent dopant et classée comme tel.  En France, la molécule a été commercialisée sous le nom Lambarène.  Lors de l'expédition de 1952 au gouffre de La Pierre Saint-Martin, le docteur Mairey en donne à Haroun Tazieff.
Son utilisation thérapeutique est à nouveau étudiée depuis les années 1980, en particulier pour le traitement des dépendances à l'alcool ou des autres toxicomanies. Elle mènerait à des sevrages spectaculaires et rapides dans un certain nombre de cas, mais aucun test en double-aveugle n'a encore été fait pour corroborer cette hypothèse avec certitude.

## Chimie
C'est une tryptamine aux dérives de type harmane et qui ressemble à d'autres molécules à noyau indolique connues pour leurs propriétés hallucinogènes. Elle est notamment proche de la psilocine, de la psilocybine (que l'on trouve dans les champignons hallucinogènes) et de la DMT (principe actif de l'ayahuasca, oralement inactif), toutes ces substances étant elles-mêmes proches d'une molécule présente dans notre cerveau : la sérotonine. Des travaux ont également montré que la DMT était aussi produite et présente avec les autres tryptamines comme la sérotonine dans notre cerveau.

## Pharmacologie
| Récepteur   | Ibogaïne | Noribogaïne |
| ----------- | -------- | ----------- |
| κ (opioïde) | 2.2      | 0.61        |
| μ (opioïde) | 2.0      | 0.68        |
| δ (opioïde) | >10      | 5.2         |
| NMDA        | 3.1      | 15          |
| 5-HT2A      | 16       | >100        |
| 5-HT2C      | >10      | >10         |
| 5-HT3       | 2.6      | >100        |
| σ1          | 2.5      | 11          |
| σ2          | 0.4      | 19          |

Elle agit sur plusieurs récepteurs nerveux à la fois. En raison de sa faible puissance sur chacun de ces récepteurs, elle est utilisée à des doses allant de 5 mg/kg (pour un effet minimal) à 30 mg/kg dans le traitement d'addictions. On ne sait pas si des doses supérieures à 30 mg/kg produisent des effets thérapeutiques, toxiques ou simplement prolongés dans la durée. Les études sur la neurotoxicité chez les animaux ont démontré qu'elle n'était pas neurotoxique à des doses inférieures à 25 mg/kg, mais à partir de 50 mg/kg, un tiers des rats ont manifesté des signes de neurodégénérescence, et à partir de 75 mg/kg, la quasi-totalité d'entre eux ont développé des manifestations de dégénérescence des neurones de Purkinje du cervelet. Même si des résultats observés chez l'animal ne sont pas toujours extrapolables à l'être humain, ces résultats suggèrent que la neurotoxicité de l'ibogaïne est minimale quand l'ibogaïne est utilisée à des doses de 10 à 20 mg/kg.
Elle a une activité inhibitrice des monoamines oxydases mais elle agit aussi sur les circuits dopaminergiques. Elle agit aussi sur les récepteurs aux opiacés.
Elle est utilisée dans la tradipratique, notamment au Gabon et au Cameroun.

## Effets
L'ibogaïne a des effets psychostimulants et euphorisants à doses modérées (10 à 50 milligrammes), doses pour lesquelles elle est peu toxique surtout en administration orale.
À des doses plus élevées (de quelques centaines de milligrammes jusqu'à un gramme), elle provoque des hallucinoses souvent accompagnées d'anxiété. Les nausées et les vomissements ne sont pas rares et on observe parfois des manifestations de type épileptique. La phase d'hallucinoses est souvent suivie d'une longue phase de sommeil lorsque les effets se sont dissipés.
À de très fortes doses, elle peut déclencher des convulsions, voire la paralysie, et peut même être létale.

## Législation
L'ibogaïne ne fait l'objet d'aucune législation dans la majorité des pays du monde. Elle est classée comme une drogue aux États-Unis, en Belgique, en Pologne, au Danemark, en Suisse et en France. Son usage à visée thérapeutique est autorisé en Nouvelle-Zélande, Mexique et Brésil, où elle fait l'objet de plusieurs études observationnelles, avec des résultats satisfaisants dans le traitement de la dépendance aux opioïdes.

### En France
En France, l'arrêté du 12 mars 2007 modifiant l'arrêté du 22 février 1990 fixant la liste des substances classées comme stupéfiants, inclut désormais l'iboga et l'ibogaïne. L'arrêté est confirmé officiellement par le Conseil d'État le 20 mars 2009 (n° 305953), « au regard des préoccupations de santé publique ».